# Lamoura
Lamoura è un comune francese di 557 abitanti situato nel dipartimento del Giura nella regione della Borgogna-Franca Contea.
Stazione sciistica specializzata nello sci nordico, ospita la partenza della classica della granfondo Transjurassienne.

## Società

### Evoluzione demografica
Abitanti censiti